# Маршалл, К.
Чарльз Ричард Маршалл (англ. Charles Richard Marshall; 2 марта 1886 — 23 августа 1947) — британский регбист, призёр летних Олимпийских игр.
Маршалл участвовал в летних Олимпийских играх 1908 года в Лондоне в соревнованиях по регби. Его сборная провела единственный матч против Австралазии и проиграла его, заняв второе место и получив серебряные медали.